# Francesc d'Aragó i de Cardona
Francesc Ramon d'Aragó i de Cardona (Sogorb, 1539 - 12 de maig de 1575) va ser un noble aragonès, darrer representant de la branca masculina de la dinastia Aragó-Cardona. Va ser III Duc de Sogorb i IV de Cardona, a més d'ostentar altres títols com el de comte d'Empúries i de Prades o el de vescomte de Vilamur.
Era fill d'Alfons d'Aragó i de Portugal, i de la seva primera esposa Joana de Cardona, la qual va integrar els títols d'aquest llinatge a la casa de Sogorb, però amb l'acord de conservar les armes i el cognom de la casa de Cardona a la nova branca. Així fou hereu del patrimoni familiar Francesc, que com van fer el seu pare i el seu avi, va viure sempre a la vila de Sogorb, també seria l'últim en seguir aquesta tradició. Es va casar amb Ángela de Cárdenas y de Velasco, filla dels ducs de Maqueda, però la parella no va tenir fills. Va ser Gran Conestable d'Aragó i cavaller de l'Orde de Sant Jaume.
La seva mort sense descendència, traspassa la successió a la seva germana Joana el 1575, casada amb el castellà Diego Fernández de Córdoba, III marquès de Comares. D'aquesta manera, els títols dels Aragó-Cardona, van passar a formar part d'una casa d'origen castellà, de fet, a partir de la mort de Francesc, els matrimonis amb els membres dels Fernández de Córdoba es van consolidar. No obstant això, a la mort del duc, la vila de Sogorb va presentar un plet per tal d'incorporar-se a la corona com a vila reial, però finalment va resultar en fracàs el 1619.
Francesc va ser enterrat, primer, a la catedral de Sogorb, però posteriorment va ser traslladat al monestir de Poblet.

## Títols
Francesc va ostentar els següents títols al llarg de la seva vida:
- III Duc de Sogorb
- IV Duc de Cardona
- Marquès de Pallars
- Comte d'Empúries
- Comte de Prades
- Vescomte de Vilamur
- Baró de la Conca d'Òdena
- Senyor de la Baronia d'Entença